# DM i BMX
Danmarksmesterskaberne i BMX er en årligt tilbagevendende begivenhed i dansk BMX, som startede i 1995. 
Hos herrerne har Henrik Baltzersen rekorden med fem titler. Hos kvinderne har Simone Tetsche Christensen rekorden med otte sejre.

## Vindere

### Herrer
| År                                     | Guld                | Sølv           | Bronze               |
| -------------------------------------- | ------------------- | -------------- | -------------------- |
| Medaljevindere ved DM i BMX for herrer |                     |                |                      |
| 1995                                   | Jan Baltzersen      |                |                      |
| 1996                                   | Jan Baltzersen      |                |                      |
| 1997                                   | Dan Jensen          |                |                      |
| 1998                                   | Jesper Rasmussen    |                |                      |
| 1999                                   | Jesper Rasmussen    |                |                      |
| 2000                                   | Jesper Rasmussen    |                |                      |
| 2001                                   | Dan Jensen          |                |                      |
| 2002                                   | Thomas Nielsen      |                |                      |
| 2003                                   | Thomas Nielsen      |                |                      |
| 2004                                   | Henrik Baltzersen   |                |                      |
| 2005                                   | Henrik Baltzersen   |                |                      |
| 2006                                   | Henrik Baltzersen   |                |                      |
| 2007                                   | Henrik Baltzersen   |                |                      |
| 2008                                   | Henrik Baltzersen   |                |                      |
| 2009                                   | Mike Kaltoft        |                |                      |
| 2010                                   | Mike Kaltoft        |                |                      |
| 2011                                   | Lars Hvid           |                |                      |
| 2012                                   | Morten Therkildsen  |                |                      |
| 2013                                   | Mike Kaltoft        |                |                      |
| 2014                                   | Klaus Bøgh Andresen |                |                      |
| 2015                                   | Andreas Wöhlk       |                |                      |
| 2016                                   | Niklas Laustsen     |                |                      |
| 2017                                   | Jimmi Therkelsen    | Jimmi Jacobsen | Marc Bech Feldt      |
| 2018                                   | Jimmi Therkelsen    |                |                      |
| 2019                                   | Jimmi Therkelsen    |                |                      |
| 2020                                   | Kasper Olsson       | Jakob Sardag   | Simon Juul Højsgaard |
| 2021                                   | Jimmi Therkelsen    |                |                      |
| 2022                                   | Kasper Olsson       | ingen          | ingen                |
| 2023                                   | Magnus Dyhre        | Jakob Sardag   | Kasper Olsson        |
| 2024                                   | Jakob Sardag        | Kasper Olsson  |                      |

### Damer
| År                                    | Guld                       | Sølv        | Bronze                     |
| ------------------------------------- | -------------------------- | ----------- | -------------------------- |
| Medaljevindere ved DM i BMX for damer |                            |             |                            |
| 1995                                  | Malene Madsen              |             |                            |
| 1996                                  | Malene Madsen              |             |                            |
| 1997                                  | Malene Madsen              |             |                            |
| 1998                                  | Malene Madsen              |             |                            |
| 1999                                  | Malene Madsen              |             |                            |
| 2000                                  | Malene Madsen              |             |                            |
| 2002                                  | Amanda Sørensen            |             |                            |
| 2003                                  | Amanda Sørensen            |             |                            |
| 2004                                  | Amanda Sørensen            |             |                            |
| 2005                                  | Amanda Sørensen            |             |                            |
| 2006                                  | Amanda Sørensen            |             |                            |
| 2007                                  | Amanda Sørensen            |             |                            |
| 2008                                  | Simone Tetsche Christensen |             |                            |
| 2009                                  | Simone Tetsche Christensen |             |                            |
| 2010                                  | Mette Jepsen               |             |                            |
| 2011                                  | Mette Jepsen               |             |                            |
| 2012                                  | Simone Tetsche Christensen |             |                            |
| 2013                                  | Lotte Filsø                |             |                            |
| 2014                                  | Simone Tetsche Christensen |             |                            |
| 2015                                  | Simone Tetsche Christensen |             |                            |
| 2016                                  | Dorte Balle                |             |                            |
| 2017                                  | Simone Tetsche Christensen |             |                            |
| 2018                                  | Simone Tetsche Christensen |             |                            |
| 2019                                  | Simone Tetsche Christensen |             |                            |
| 2020                                  | Rikke Balle                | Dorte Balle | Simone Tetsche Christensen |
| 2021                                  | Malene Kejlstrup Sørensen  | Rikke Balle | Dorte Balle                |
| 2022                                  | Dorte Balle                | ingen       | ingen                      |
| 2023                                  | Malene Kejlstrup Sørensen  | Dorte Balle | Rikke Balle                |
| 2024                                  | Malene Kejlstrup Sørensen  | Dorte Balle |                            |